# Meilenstein (Schellbach)

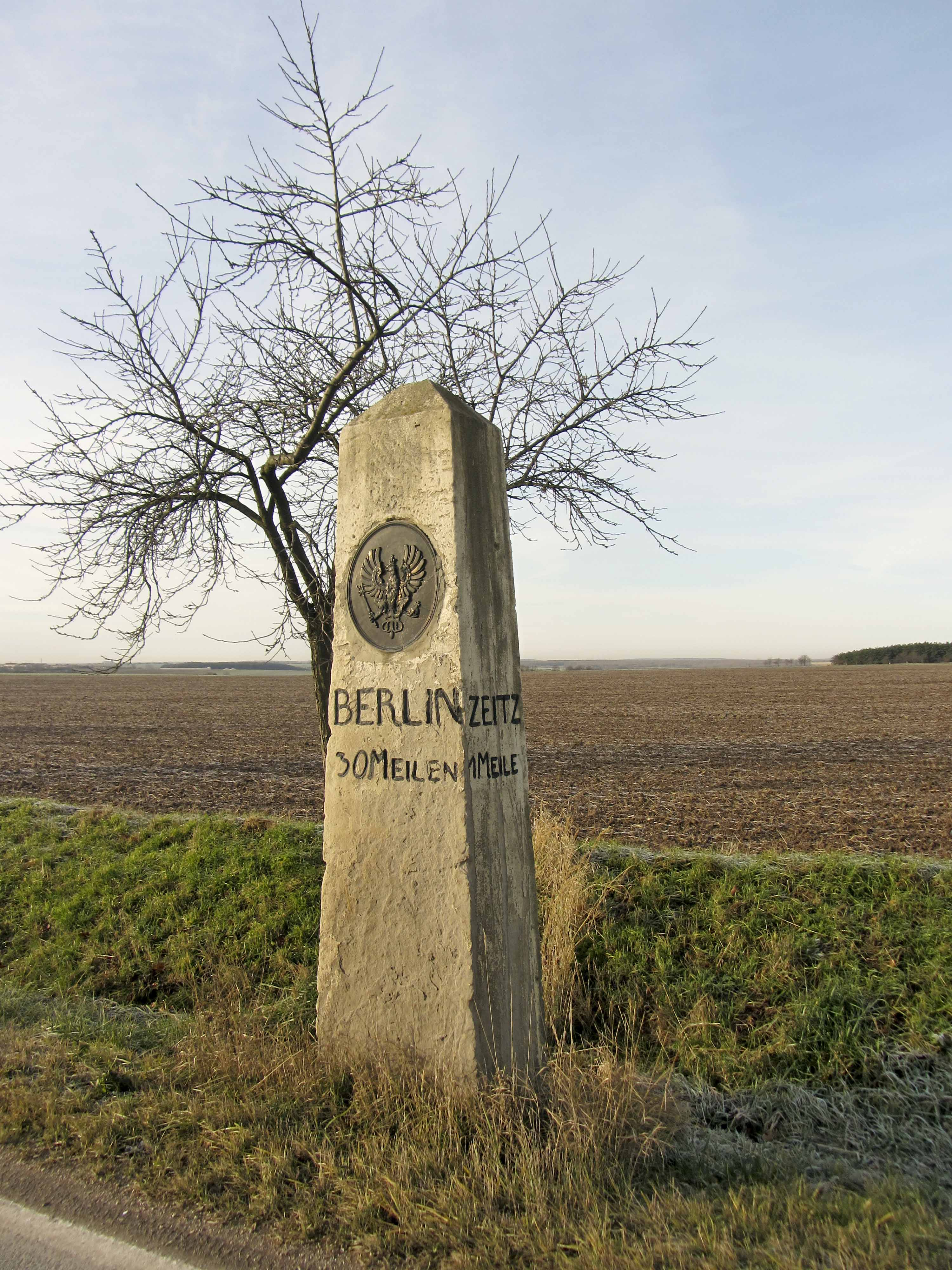
Preußischer Ganzmeilenstein bei Schellbach

Der Meilenstein bei Schellbach ist ein denkmalgeschütztes Kleindenkmal in der Gemeinde Gutenborn im Burgenlandkreis in Sachsen-Anhalt.
An der Bundesstraße 2 befinden sich zwischen Loitzschütz und Schellbach zwei preußische Meilensteine, die beide abweichend zu ihrer früheren Position entlang der Straße stehen. Der Ganzmeilenstein bei Schellbach ist zirka 2,7 Meter hoch und befindet sich auf halber Strecke zwischen Gera und Zeitz an der alten preußischen Chaussee von Berlin über Halle (Saale) und Weißenfels nach Giebelroth, welches hier seit 1815 (Wiener Kongress) letzter Ort vor der Grenze von Preußen zu Thüringen war. Er ist heute der südlichste an dieser Chaussee erhaltene Meilenstein.
In diesem südlichen Endstück der mehr als 200 Kilometer langen Chaussee haben sich nur wenige preußische Meilensteine erhalten, die zudem nicht mehr in den richtigen Abständen zueinander stehen. So befindet sich nur zweihundert Meter weiter nördlich der Halbmeilenstein bei Loitzschütz. Eine preußische Meile entsprach aber 7,532 Kilometern, eine halbe Meile somit 3,766 Kilometern. Die Steine müssen also historisch anders zueinander gestanden haben. Das zeigen aber auch die Inschriften an dem Meilenstein selbst an. Sie lauten Berlin 30 Meilen, Zeitz 1 Meile und Gera 2 1/4 Meile. Gera ist aber lediglich 14 Kilometer entfernt und nicht 16,8 Kilometer, eine Abweichung um 2,8 Kilometer, die bis nach Weißenfels hin verfolgt werden kann, dessen Markt offenbar später zum neuen Nullpunkt der Straße gemacht wurde.
Im Denkmalverzeichnis ist der Distanzanzeiger mit der Erfassungsnummer 094 66112 als Kleindenkmal eingetragen. Er wird hier bei Loitzschütz mit angeführt, weil er sich auf dessen Flur befindet, zur einfacheren Unterscheidung nennt man ihn aber nach dem nahe gelegenen Nachbarort Schellbach. Im Gegensatz zum Halbmeilenstein bei Loitzschütz steht er an der westlichen Straßenseite. Der Stein wurde im Jahr 2003 restauriert, die Adlerplatte bei einem Diebstahlversuch zerbrochen.